# Roslev
Roslev is een plaats in de Deense regio Midden-Jutland, gemeente Skive. De plaats telt 1415 inwoners (2008).